# Jewgeni Iwanowitsch Schemjakin
Jewgeni Iwanowitsch Schemjakin (russisch Евгений Иванович Шемякин; * 9. Dezember 1929 in Nowosibirsk; † 17. Februar 2009 in Moskau) war ein russischer Physiker und Hochschullehrer.

## Leben
Schemjakin studierte an der Universität Leningrad mit Abschluss 1952. Nach der Aspirantur verteidigte er 1955 seine Kandidat-Dissertation über instationäre Störungen in plastischen Feststoffen und wurde wissenschaftlicher Mitarbeiter des Moskauer Instituts für Chemische Physik der Akademie der Wissenschaften der UdSSR (AN-SSSR, seit 1991 Russische Akademie der Wissenschaften (RAN)). Mit seinen experimentellen und theoretischen Untersuchungen der plastischen Verformung und der Zertrümmerung von Feststoffen durch Stoß und Explosion begründete er eine neue Forschungsrichtung. Er wurde zum Doktor der physikalisch-mathematischen Wissenschaften promoviert.
1960 wurde Schemjakin Laboratoriumsleiter im Institut für Theoretische und Angewandte Mechanik der Sibirischen Abteilung (SO) der AN-SSSR in Nowosibirsk. 1963 wurde er Mitglied der KPdSU.
1972 wurde Schemjakin als Nachfolger Nikolai Andrejewitsch Tschinakals Direktor des Instituts für Bergwissenschaften der SO der AN-SSSR in Nowosibirsk. 1976 wurde er zum Korrespondierenden Mitglied der AN-SSSR gewählt. 1980–1985 war er Vizevorsitzender der SO der AN-SSSR. Er begründete die sibirische Geomechanik-Schule. 1984 wurde er zum Vollmitglied der AN-SSSR gewählt. Als 1987 Schemjakin aus dem Direktorenamt schied, wurde Michail Wladimirowitsch Kurlenja sein Nachfolger.
1987–1992 war Schemjakin als Nachfolger Wiktor Grigorjewitsch Kirillow-Ugrjumows Vorsitzender der Höheren Attestierungskommission (WAK) für die Verleihung der höheren akademischen Grade in der Sowjetunion. Daneben leitete er den Lehrstuhl für Wellen und Gasdynamik der Lomonossow-Universität Moskau (MGU). Nach Schemjakin war Nikolai Wassiljewitsch Karlow Vorsitzender der WAK. 1993 wurde Schemjakin Vollmitglied der nichtstaatlichen Russischen Akademie der Naturwissenschaften. Er war Mitglied der Akademie der Bergwissenschaften in Moskau sowie Berater des Instituts für Dynamik der Geosphäre der RAN.
Schemjakin war verheiratet und hatte zwei Kinder. Er wurde auf dem Friedhof Trojekurowo begraben.

## Ehrungen, Preise
- Ehrenzeichen der Sowjetunion[2]
- Orden der Völkerfreundschaft[2]
- Orden des Roten Banners der Arbeit[2]
- Ritter des Bergmannsruhm-Ehrenzeichens[2]
- Staatspreis der UdSSR (1984)[2]
- Verdienter Professor der MGU (1998)